# Psittiparus
Psittiparus är ett släkte i familjen papegojnäbbar inom ordningen tättingar. Släktet omfattar numera fyra arter som förekommer från östra Himalaya och södra Kina till Vietnam:
- Vitbröstad papegojnäbb (P. ruficeps)
- Rosthuvad papegojnäbb (P. bakeri)
- Gråhuvad papegojnäbb (P. gularis)
- Svartkronad papegojnäbb (P. margaritae)

Tidigare inkluderades alla papegojnäbbar förutom större papegojnäbb (Conostoma oemodium) i Paradoxornis. DNA-studier visar dock att större papegojnäbb och den amerikanska arten messmyg (Chamaea fasciata) är inbäddade i släktet. Paradoxornis har därför delats upp i ett antal mindre släkten, däribland Psittiparus. Tongivande International Ornithological Congress (IOC) och Clements m.fl. har följt rekommendationerna, och denna linje följs även här. Vissa, som BirdLife International, har dock valt att istället inkludera Psittiparus i ett bredare Paradoxornis.
DNA-studier visar att papegojnäbbarna bildar en grupp tillsammans med den amerikanska arten messmyg, de tidigare cistikolorna i Rhopophilus samt en handfull släkten som tidigare också ansågs vara timalior (Fulvetta, Lioparus, Chrysomma, Moupinia och Myzornis). Denna grupp är i sin tur närmast släkt med sylvior i Sylviidae och har tidigare inkluderats i den familj, vilket i stor utsträckning görs fortfarande. Enligt sentida studier skilde sig dock de båda grupperna sig åt för hela cirka 19 miljoner år sedan, varför tongivande International Ornithological Congress (IOC) numera urskilt dem till en egen familj, Paradoxornithidae. Denna linje följs här.